# Liste des espèces d'amélanchiers
Listes d'espèces et d'hybrides d'amélanchier ainsi que leurs cultivars.

## Espèces
Selon Catalogue of Life (9 mai 2012) :
- Amelanchier acuminulata
- Amelanchier alnifolia
- Amelanchier amelanchier
- Amelanchier arborea
- Amelanchier asiatica
- Amelanchier aunieri
- Amelanchier australis
- Amelanchier austromontana
- Amelanchier bakeri
- Amelanchier bartramiana
- Amelanchier beata
- Amelanchier beugesiaca
- Amelanchier botryapium
- Amelanchier canadensis
- Amelanchier chelmea
- Amelanchier chinensis
- Amelanchier covillei
- Amelanchier crenulata
- Amelanchier cretica
- Amelanchier cusickii
- Amelanchier diversifolia
- Amelanchier ephemerotricha
- Amelanchier erecta
- Amelanchier fallens
- Amelanchier fernaldii
- Amelanchier florida
- Amelanchier foliosa
- Amelanchier gormanii
- Amelanchier grandiflora
- Amelanchier humilis
- Amelanchier interior
- Amelanchier intermedia
- Amelanchier laevis
- Amelanchier lamarckii
- Amelanchier lancifolia
- Amelanchier leiopetala
- Amelanchier leroyensis
- Amelanchier magnifica
- Amelanchier magnifolia
- Amelanchier melanocarpa
- Amelanchier mucronata
- Amelanchier nantucketensis
- Amelanchier neglecta
- Amelanchier nervosa
- Amelanchier obovalis
- Amelanchier orbicularis
- Amelanchier ovalis
- Amelanchier oxyodon
- Amelanchier pallida
- Amelanchier paniculata
- Amelanchier parviflora
- Amelanchier pringlei
- Amelanchier pumila
- Amelanchier quebecensis
- Amelanchier quinti-martii
- Amelanchier recurvata
- Amelanchier rotundifolia
- Amelanchier rupestris
- Amelanchier sanguinea
- Amelanchier saxatilis
- Amelanchier scudderi
- Amelanchier similis
- Amelanchier sinensis
- Amelanchier sinica
- Amelanchier siskiyouensis
- Amelanchier spicata
- Amelanchier stolonifera
- Amelanchier stricta
- Amelanchier subintegra
- Amelanchier suborbicularis
- Amelanchier tomentosa
- Amelanchier turkestanica
- Amelanchier ulmifolia
- Amelanchier uniflora
- Amelanchier utahensis
- Amelanchier vallisclausae
- Amelanchier vapincis
- Amelanchier vestita

Selon ITIS (9 mai 2012) :
- Amelanchier alnifolia (Nutt.) Nutt. ex M. Roem.
- Amelanchier amabilis Wiegand
- Amelanchier arborea (F. Michx.) Fernald
- Amelanchier asiatica (Siebold & Zucc.) Endl. ex Walp.
- Amelanchier bartramiana (Tausch) M. Roem.
- Amelanchier canadensis (L.) Medik.
- Amelanchier cusickii Fernald
- Amelanchier fernaldii Wiegand
- Amelanchier gaspensis (Wiegand) Fernald & Weath.
- Amelanchier × grandiflora Rehder
- Amelanchier humilis Wiegand
- Amelanchier interior E.L. Nielsen
- Amelanchier intermedia Spach
- Amelanchier laevis Wiegand
- Amelanchier lamarckii F.G. Schroed.
- Amelanchier nantucketensis E.P. Bicknell
- Amelanchier × neglecta Eggl. ex G.N. Jones (pro sp.)
- Amelanchier ovalis Medik.
- Amelanchier × quinti-martii Louis-Marie (pro sp.)
- Amelanchier sanguinea (Pursh) DC.
- Amelanchier spicata (Lam.) K. Koch
- Amelanchier utahensis Koehne

Selon NCBI (9 mai 2012) :
- Amelanchier alnifolia
- Amelanchier arborea
- Amelanchier asiatica
- Amelanchier bartramiana
- Amelanchier canadensis
- Amelanchier cusickii
- Amelanchier fernaldii
- Amelanchier humilis
- Amelanchier interior
- Amelanchier intermedia
- Amelanchier laevis
- Amelanchier lamarckii
- Amelanchier lucida
- Amelanchier nantucketensis
- Amelanchier neglecta
- Amelanchier ovalis
- Amelanchier quinti-martii
- Amelanchier sanguinea
- Amelanchier spicata
- Amelanchier stolonifera
- Amelanchier utahensis
- Amelanchier × wiegandii
- Amelanchier bartramiana × Amelanchier sp. 'dentata'